# Nilson (futebolista)
José Nilson dos Santos Silva (São Paulo, 6 de abril de 1991), mais conhecido apenas como Nilson, é um futebolista brasileiro que atua como centroavante. Atualmente joga no Phrae United, da segunda divisão da Tailândia.

## Carreira

### Início na Portuguesa
Atuando pela Portuguesa, transferiu-se para as categorias de base do Vasco da Gama.

### Vasco da Gama
No Vasco teve algumas chances profissionalmente, e depois foi emprestado para muitos clubes como Criciúma, Paraná e Bragantino.

### Boa Esporte
Foi oficializado como novo reforço do Boa Esporte no dia 28 de fevereiro de 2014. Pelo Boa, disputou o Campeonato Mineiro de 2014, mas foi dispensado em maio no mesmo ano depois de ter recebido poucas oportunidades.

### Icasa
No mesmo ano que foi dispensado do Boa Esporte, também defendeu o Icasa.

### São Bento e Cianorte
Em janeiro de 2015, Nilson acertou com o São Bento para a disputa do Campeonato Paulista de 2015. Após seu contrato encerrar, acertou sua transferência para o Cianorte em abril.

### Santos
Ainda em 2015, após acertar sua ida ao Cianorte, clube de empresários, Nilson foi emprestado ao Santos em junho, até o fim do ano, com opção de renovação de empréstimo ou compra dos direitos em seu contrato.
Estreou com a camisa santista em 2 de julho de 2015, na partida em que a equipe perdeu para o Fluminense por 2–1, no Maracanã. Seu primeiro gol marcado com camisa santista foi diante do Avaí, na goleada a favor do Santos pelo placar de 5–2. Após receber um cruzamento de Gabigol, a bola desviou no volante Adriano do Avaí e sobrou para Nilson marcar o quarto gol da partida.
Sua passagem foi marcada por sua entrada na final da Copa do Brasil de 2015, contra o Palmeiras. Nilson entrou aos 47 do segundo tempo, e, quatro minutos depois, após jogada de Ricardo Oliveira, a bola sobrou pro atacante, e, mesmo com o gol vazio, acabou chutando pra fora e desperdiçando a oportunidade de ampliar a vantagem do Santos no último lance do jogo de ida. O Palmeiras acabou vencendo a partida de volta por 2–1 (4–3 nos pênaltis), com Nilson sendo considerado por muitos torcedores e jornalistas como o principal responsável pelo vice-campeonato.

### Ventforet Kofu
Em 2016, após passagem apagada no time santista, o Cianorte acertou seu empréstimo para o Ventforet Kofu, do Japão. Marcou seu primeiro gol contra o Kashima Antlers, em resultado favorável ao seu time pelo placar de 2–1.

### América Mineiro
Em agosto de 2016, foi anunciado como novo reforço do América Mineiro.

### Grêmio Novorizontino
No dia 16 de janeiro de 2017, a diretoria do Grêmio Novorizontino anunciou sua contratação, vindo de empréstimo do Cianorte. Já no dia 4 de fevereiro, pelo Campeonato Paulista, estreou entrando na segunda etapa do jogo e marcando o gol da vitória de 3–2 sobre o São Bernardo. Os outros gols da partida foram marcados por Roberto e Fernando Gabriel.

### Retorno ao São Bento
No dia 13 de julho de 2017, Nilson acertou seu retorno ao São Bento para a sequência da Série C do Brasileirão.
O atacante deixou o clube em outubro, tendo atuado em apenas cinco partidas e não marcado nenhum gol.

### Bangu
Já no dia 20 de novembro de 2017, Nilson foi anunciado como reforço do Bangu para o Campeonato Carioca de 2018.

### Portuguesa-RJ
No dia 5 de dezembro de 2018, assinou com a Portuguesa-RJ. Marcou seu primeiro gol pelo clube no dia 21 de março de 2019, contra o Botafogo, numa derrota por 4–1 no Engenhão, válida pelo Campeonato Carioca.

### Inter de Limeira
Em fevereiro de 2020, Nilson foi anunciado como reforço da Inter de Limeira. Segundo o clube, o atleta foi pedido do técnico Elano.

### Jorge Wilstermann
Sob indicação do zagueiro Alex Silva, chegou ao Jorge Wilstermann em julho de 2019.

### Portuguesa Santista
No início de 2022, o atacante foi contratado pela Portuguesa Santista.

## Títulos
Vasco da Gama
- Campeonato Carioca Sub-20: 2010
- Copa do Brasil: 2011[32]

Paraná
- Campeonato Paranaense - Segunda Divisão: 2012

Icasa
- Copa Fares Lopes: 2014